# 京都府道254号長池停車場線
京都府道254号長池停車場線（きょうとふどう254ごう ながいけていしゃじょうせん）は、京都府城陽市を通る一般府道である。

## 概要
JR西日本奈良線 長池駅前から城陽市長池の京都府道70号上狛城陽線交点に至る。長池停車場前の短い通り。

### 路線データ
- 起点：城陽市長池（JR西日本奈良線 長池駅前）
- 終点：城陽市長池（長池駅前交差点、京都府道70号上狛城陽線交点）

## 地理

### 通過する自治体
- 城陽市

### 交差する道路
| 交差する道路           | 交差する場所 | 交差する場所          |
| ---------------------- | ------------ | --------------------- |
| 京都府道70号上狛城陽線 | 長池         | 長池駅前交差点 / 終点 |

### 沿線
- JR西日本奈良線 長池駅